# Poincaré-Vermutung

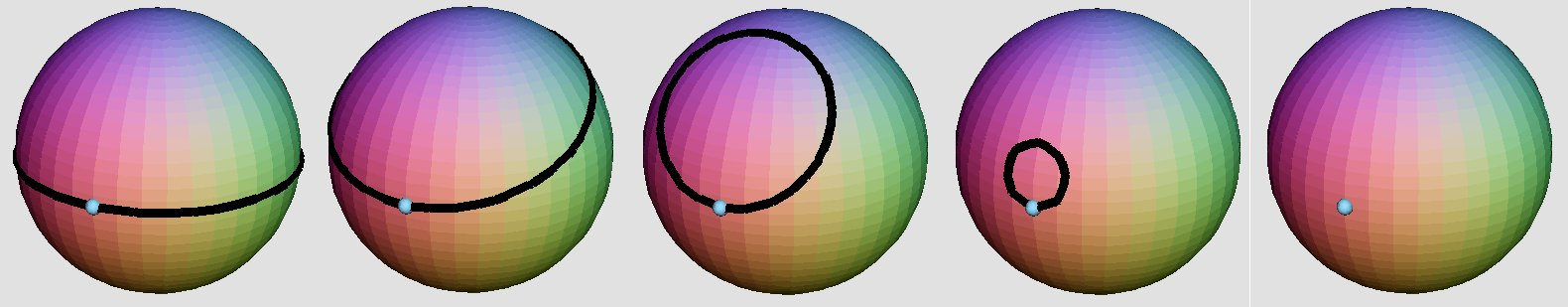
In einem dreidimensionalen Raum ist eine Oberfläche dann homöomorph zu einer (nicht begrenzten zweidimensionalen) Kugeloberfläche, wenn sich jede geschlossene Schleife auf dieser Fläche zu einem Punkt zusammenziehen lässt.
Die Poincaré-Vermutung behauptet, dass dies auch im Fall eines vierdimensionalen Raumes gilt, wenn also die Oberfläche durch eine 3-dimensionale Mannigfaltigkeit beschrieben wird, (z. B. durch eine 3-Sphäre, eine unanschauliche „Oberfläche eines 4-dimensionalen Kugeläquivalents“).

Die Poincaré-Vermutung besagt, dass ein geometrisches Objekt, solange es kein Loch hat, zu einer Kugel deformiert (also geschrumpft, gestaucht, aufgeblasen o. ä.) werden kann. Und das gelte nicht nur im Fall einer zweidimensionalen Oberfläche im dreidimensionalen Raum, sondern auch für eine dreidimensionale Oberfläche im vierdimensionalen Raum.
Die Poincaré-Vermutung wurde 1904 von Henri Poincaré aufgestellt, gehört zu den bekanntesten, lange Zeit unbewiesenen mathematischen Sätzen und galt als eines der bedeutendsten ungelösten Probleme der Topologie, eines Teilgebiets der Mathematik. Im Jahr 2000 zählte das Clay Mathematics Institute die Poincaré-Vermutung zu den sieben bedeutendsten ungelösten mathematischen Problemen, den Millennium-Problemen, und lobte für ihre Lösung eine Million US-Dollar aus. Grigori Perelman bewies die Vermutung 2002. 2006 sollte er die Fields-Medaille für seinen Beweis erhalten, die er jedoch ablehnte. Am 18. März 2010 wurde ihm auch der Millennium-Preis des Clay-Instituts zugesprochen, den er ebenfalls ablehnte.

## Wortlaut und Beschreibung
Jede einfach zusammenhängende, kompakte, unberandete, 3-dimensionale Mannigfaltigkeit ist homöomorph zur 3-Sphäre.
Darüber hinaus gibt es noch eine Verallgemeinerung der Vermutung auf n-dimensionale Mannigfaltigkeiten in der folgenden Form:
Jede geschlossene n-Mannigfaltigkeit mit dem Homotopietyp einer n-Sphäre ist zur n-Sphäre homöomorph.
Für den Fall {\displaystyle n=3} stimmt diese verallgemeinerte Vermutung mit der ursprünglichen Poincaré-Vermutung überein.
Vereinfacht kann man die Poincaré-Vermutung so beschreiben:
Die Oberfläche einer Kugel ist 2-dimensional, beschränkt und randlos, und jede geschlossene Kurve lässt sich auf einen Punkt zusammenziehen, welcher auch auf der Kugel liegt. Sie ist (topologisch gesehen) auch das einzige 2-dimensionale Gebilde mit diesen Eigenschaften. Bei der Poincaré-Vermutung geht es um das 3-dimensionale Analogon: Hier geht es um eine 3-dimensionale „Oberfläche“ eines 4-dimensionalen Körpers.

## Erläuterungen / Begrifflichkeit
Mannigfaltigkeit
Eine 3-dimensionale Mannigfaltigkeit ist etwas, das in einer Umgebung jedes Punktes auf der Mannigfaltigkeit wie ein 3-dimensionaler euklidischer Raum aussieht.
Geschlossen
Geschlossen bedeutet in diesem Zusammenhang, dass die Mannigfaltigkeit kompakt ist (also sich nicht ins Unendliche ausdehnt) und dass sie keinen Rand hat. Eine dreidimensionale Kugel ist etwa eine 3-Mannigfaltigkeit, aber sie hat einen Rand (die Oberfläche). Daher ist sie nicht geschlossen. Ihre Oberfläche ist dagegen eine geschlossene 2-dimensionale Mannigfaltigkeit. Die Poincaré-Vermutung stellt nur eine Behauptung für geschlossene Mannigfaltigkeiten auf.
Einfach zusammenhängend
Einfach zusammenhängend bedeutet, dass man jede geschlossene Kurve auf einen Punkt zusammenziehen kann. Ein Gummiband auf einer Kugeloberfläche lässt sich immer so auf der Oberfläche verschieben, dass es zu einem Punkt wird. Auf einem Torus (etwa einem Fahrradschlauch) beispielsweise funktioniert das Zusammenziehen nicht immer: Wenn das Gummiband rund um den Querschnitt des Fahrradschlauchs läuft, kann man es nie zu einem Punkt zusammenziehen (man müsste den Schlauch zerschneiden, was in der Topologie nicht erlaubt ist). Daher ist ein Torus nicht einfach zusammenhängend.
3-Sphäre
Allgemein ist eine n-Sphäre (Bezeichnung: {\displaystyle S^{n}}) der Rand einer (n+1)-dimensionalen Kugel. Eine 1-Sphäre ist die Kreislinie einer Kreisfläche. Eine 2-Sphäre ist die Oberfläche einer 3-dimensionalen Kugel. Eine 3-Sphäre ist die Oberfläche einer 4-dimensionalen Kugel. Dieses Objekt kann man sich natürlich nicht mehr einfach vorstellen, weil es eigentlich in einem 4-dimensionalen Raum „lebt“. Mathematisch kann man die 3-Sphäre leicht durch eine Formel beschreiben, nämlich als die Menge aller Punkte im 4-dimensionalen reellen Raum, die den Abstand 1 vom Nullpunkt haben:
{\displaystyle S^{3}=\{(x_{1},x_{2},x_{3},x_{4})\,{\big |}\,x_{1}^{2}+x_{2}^{2}+x_{3}^{2}+x_{4}^{2}=1\}}
Eine 2-Sphäre besteht aus zwei (hohlen) Halbkugeln, die an den Rändern zusammengefügt sind. Topologisch sind diese hohlen Halbkugeln eigentlich Kreisflächen (wenn man sie von oben plattdrückt, entstehen zwei Scheiben). Damit kann man eine 2-Sphäre erhalten, indem man zwei Kreisflächen an den Rändern zusammenklebt. Genauso kann man ein relativ anschauliches Bild einer 3-Sphäre konstruieren. Man nimmt zwei Kugeln (entspricht den Kreisflächen im 2-Dimensionalen) und „klebt“ sie an den entsprechenden Punkten der Oberfläche zusammen. Ein Weg auf der 3-Sphäre beginnt damit in einer der beiden Kugeln. Wenn man zum Rand kommt, dann springt man auf den entsprechenden Punkt der zweiten Kugel und umgekehrt. Auf diese Weise kann man Wege auf der 3-Sphäre im 3-dimensionalen Raum beschreiben. Man sieht auf diese Weise auch, dass es nirgendwo einen Rand gibt. Damit ist die 3-Sphäre geschlossen.

## Die Vermutung in höheren Dimensionen
Wir bezeichnen eine Mannigfaltigkeit M als m-zusammenhängend, wenn jede Abbildung einer k-Sphäre nach M für k ≤ m sich zu einem Punkt zusammenziehen lässt. Für m = 1 ergibt das genau den oben beschriebenen Begriff von 'einfach zusammenhängend'. Eine Formulierung der n-dimensionalen Poincaré-Vermutung besagt nun das folgende:
Eine kompakte unberandete n-dimensionale Mannigfaltigkeit ist genau dann (n−1)-zusammenhängend, wenn sie homöomorph zur n-Sphäre ist.
Ein Argument mit Poincaré-Dualität zeigt, dass man hier auch (n−1) durch (n−1)/2 ersetzen kann. Für n = 3 ergibt sich damit genau die weiter oben gegebene Formulierung der Poincaré-Vermutung.
Es gibt eine Reihe von weiteren äquivalenten Formulierungen, die man häufig in der Literatur findet. Eine ersetzt die Bedingung (n−1)-zusammenhängend dadurch, dass man fordert, dass die Mannigfaltigkeit schon homotopieäquivalent zur n-Sphäre ist. Diese zwei Bedingungen sind nach dem Satz von Hurewicz äquivalent. Homotopieäquivalenz ist dabei eine gröbere Äquivalenzrelation als Homöomorphie, die aber oft leichter zu überprüfen ist. Die Poincaré-Vermutung besagt, dass diese beiden Relationen im Fall der Sphäre dann doch glücklicherweise übereinstimmen.
Eine weitere äquivalente Bedingung ist, dass die Mannigfaltigkeit einfach zusammenhängend ist und die gleiche Homologie wie eine n-Sphäre hat. Während diese Beschreibung technischer ist, hat sie den Vorteil, dass man die Homologie einer Mannigfaltigkeit oft verhältnismäßig leicht berechnen kann.
Während in Dimension 3 schon lange bekannt ist, dass jede Mannigfaltigkeit, die homöomorph zur Sphäre ist, auch diffeomorph zur Sphäre ist, ist das in höheren Dimensionen nicht so. Ab Dimension 7 gibt es sogenannte exotische Sphären, die homöomorph, aber nicht diffeomorph zur Standardsphäre sind. Somit kann man in der Poincaré-Vermutung von n > 6 'homöomorph’ nicht durch 'diffeomorph’ ersetzen.

## Geschichte
Ursprünglich hatte Poincaré eine etwas andere Vermutung aufgestellt: Er glaubte, dass jede 3-dimensionale geschlossene Mannigfaltigkeit, die die gleiche Homologie wie eine 3-Sphäre besitzt, schon topologisch eine Sphäre sein muss. Während Poincaré zunächst glaubte, einen Beweis zu haben, der mit dieser schwächeren Voraussetzung auskommt, erwies sich die Forderung, dass die Mannigfaltigkeit einfach zusammenhängend ist, als unentbehrlich. Poincaré selbst fand mit der Poincaré-Homologiesphäre ein Gegenbeispiel zu seiner ursprünglichen Vermutung: Sie hat die gleiche Homologie wie eine 3-Sphäre, ist aber nicht einfach zusammenhängend und kann deshalb noch nicht einmal homotopieäquivalent zu einer 3-Sphäre sein. Daher änderte er seine Vermutung auf die heute bekannte Aussage.
Interessant ist, dass die n-dimensionale Poincaré-Vermutung in verschiedenen Dimensionen sehr unterschiedliche Beweise besitzt, während die Formulierung allgemein ist.
Für {\displaystyle n=2} gilt die Aussage als klassisch; in diesem Fall sind sogar alle (geschlossenen) 2-dimensionalen Mannigfaltigkeiten bekannt und klassifiziert.
Im Fall {\displaystyle n>4} wurde die Vermutung von Stephen Smale 1960 (für glatte und PL-Mannigfaltigkeiten) bewiesen, wofür er Techniken der Morsetheorie benutzte. Sie folgt aus seinem H-Kobordismus-Satz. Unter anderem für diesen Beweis erhielt er 1966 die Fields-Medaille. Max Newman erweiterte später sein Argument auf topologische Mannigfaltigkeiten.
Michael Freedman löste den Fall {\displaystyle n=4} im Jahre 1982. Auch er erhielt dafür 1986 die Fields-Medaille.
Der Fall {\displaystyle n=3} hat sich (nicht überraschend) als der schwierigste erwiesen. Viele Mathematiker haben Beweise vorgelegt, die sich dann aber als falsch erwiesen. Dennoch haben einige dieser fehlerhaften Beweise das Verständnis der niedrig-dimensionalen Topologie erweitert.

## Beweis
Ende des Jahres 2002 tauchten Meldungen auf, Grigori Perelman vom Steklow-Institut in Sankt Petersburg habe die Vermutung bewiesen. Er verwendet die von Richard S. Hamilton entwickelte analytische Methode des Ricci-Flusses, um die allgemeinere Vermutung der Geometrisierung von 3-Mannigfaltigkeiten von William Thurston zu beweisen, aus der die Poincaré-Vermutung als Spezialfall folgt. Perelman veröffentlichte seine sich über drei Publikationen erstreckende und insgesamt etwa 70 Seiten umfassende Beweiskette im Online-Archiv arXiv. Die Arbeit wurde seitdem von Mathematikern weltweit überprüft, und in Anerkennung der Richtigkeit seines Beweises wurde Grigori Perelman 2006 beim Internationalen Mathematikerkongress in Madrid die Fields-Medaille zugesprochen, die er aber, wie von ihm zuvor angekündigt, nicht annahm.
Da Perelman selbst kein Interesse an einer detaillierteren Darstellung seines Beweises zeigt, haben verschiedene Gruppen von Mathematikern dies übernommen: So haben Bruce Kleiner und John Lott bereits bald nach Bekanntwerden von Perelmans Arbeiten ihre Ausarbeitung vieler Details veröffentlicht und mehrmals zu inzwischen 216 Seiten ergänzt. John Morgan und Tian Gang haben eine vollständige Ausarbeitung von 474 Seiten im Juli 2006 auf dem arXiv veröffentlicht. Auch Cao Huaidong und Zhu Xiping veröffentlichten 2006 einen Beweis der Poincaré-Vermutung und der Geometrisierung, indem sie den Beweis von Perelman auf 300 Seiten genau ausgearbeitet darlegten.

## Bedeutung der Vermutung
Der Beweis der Poincaré-Vermutung ist ein wichtiger Beitrag zur Klassifizierung aller 3-Mannigfaltigkeiten. Dies liegt daran, dass Perelman eigentlich die allgemeinere Geometrisierungsvermutung über geschlossene 3-Mannigfaltigkeiten beweist, die die Poincaré-Vermutung als einen Spezialfall enthält.

### Populärwissenschaftlich
- Donal O’Shea: Poincarés Vermutung. Die Geschichte eines mathematischen Abenteuers. S. Fischer, Frankfurt am Main 2007, ISBN 978-3-10-054020-1.
- George Szpiro: Das Poincaré-Abenteuer. Ein mathematisches Welträtsel wird gelöst. Piper, München 2008, ISBN 978-3-492-05130-9.
- Annette Leßmöllmann: Mathe mit Lasso. In: Die Zeit, Nr. 18/2006